# Mohamed Bensaid Aït Idder
Pour les articles homonymes, voir Bensaid.
Mohamed Bensaïd-AïtIdder (en arabe : محمد بن سعيد أيت إيدر  : ⵎⵓⵃⴰⵎⴷ ⴱⴻⵏⵙⵄⵉⴷ ⴰⵢⵜ ⵉⴷⴷⴻⵔ), né le 1er juillet 1925 et mort le 6 février 2024 à Rabat, est un résistant et homme politique marocain, créateur du Parti socialiste unifié rassemblant pour la 1ère fois la gauche.

## Biographie
Né à Massa dans la région de Chtouka Aït Baha, Bensaïd Aït idder commence ses études dans plusieurs écoles coraniques traditionnelles du Souss. Après 1945, il rejoint l'Université Ibn Youssef à Marrakech, à une époque où nombre de nationalistes y étaient actifs comme Abdellah Ibrahim ou Mohamed Basri, dit Fqih Basri.
Avant de rejoindre formellement la résistance, Aït Idder a affaire au pacha de Marrakech Thami El Glaoui qui dirige toute la région du Haut-Atlas ; En représailles, il est assigné à résidence par le protectorat français.
Dès 1955, Bensaïd Aït Idder rejoint l'Armée de libération nationale (ALN) au sud (dans le Maroc espagnol), puis dès 1957, en passant au sud pour armer les tribus sahraouis afin de combattre Français et Espagnols, encore présents au sud marocain. Il assiste impuissant, en 1958, à la destruction de l'ALM lors de l'Opération Écouvillon.
Membre de l'Istiqlal, il participe à la scission en 1959 créant l'UNFP.
En 1960, il est inculpé pour un complot fictif, puis en 1963, lors de l'affaire du complot de juillet 1963, et est condamné à mort pour « complot contre la monarchie ». Il s'exile en France, où il reste en contact avec le dirigeant du Tanzim (organisation clandestine), Mohamed Fqih Basri.
En 1981, il est amnistié et réunit autour de lui les militants du « mouvement 23 mars » pour fonder, en 1983, le parti politique Organisation de l'action démocratique populaire, dont il reste le dirigeant-clef jusqu'à la fusion en 2002 avec trois autres partis créant le mouvement de la Gauche socialiste unifiée (GSU).
En septembre 1984, il est élu député de la région Chtouka Aït Baha à la Chambre des représentants, un siège qu'il gardera jusqu'en 2007, date à laquelle il refuse de se représenter aux élections législatives.
Tout au long des années 1990, Bensaïd Aït Idder fait partie des refondateurs de la Koutla, bien qu'il manifeste une indépendance d'esprit que ses partenaires (Istiqlal, USFP, PPS), aussi bien que le pouvoir en place, apprécieront très peu. En 1989 et en 1992, il interpelle les ministres de la Justice et de l'Intérieur sur le sort des détenus de Tazmamart. En 1996, l'OADP a refusé de cautionner la constitution de 1996.
Mohamed Bensaid Aït Idder meurt le 6 février 2024 à l'hôpital militaire de Rabat, à l'âge de 98 ans,.